# Vitalij Sorokin
Vitalij Ivanovič Sorokin (in russo Виталий Иванович Сорокин?; Leningrado, 8 dicembre 1935 – 1995) è stato un nuotatore sovietico, dal 1992 russo.

## Carriera
Assieme ai compagni Vladimir Stružanov, Gennadij Nikolaev e Boris Nikitin vinse la medaglia di bronzo nella 4x200m stile libero alle Olimpiadi di Melbourne 1956.

## Palmares

### Competizioni internazionali
- Olimpiadi

Melbourne 1956: bronzo nella 4x200m stile libero.